# Reginald Aubrey Fessenden
Reginald Aubrey Fessenden (ur. 6 października 1866 w East Bolton (Quebec), zm. 22 lipca 1932 na Bermudach) – amerykański fizyk i radiotechnik kanadyjskiego pochodzenia. Opatentował blisko 500 wynalazków.

## Życiorys
Zajmował się zagadnieniami z zakresu radiotechniki, sonarów i telewizji. Był pionierem w radiotelefonii. Opracował metodę modulacji amplitud fal radiowych, celem przesyłania sygnałów dźwiękowych i w roku 1900 jako pierwszy człowiek w historii przesłał głos ludzki drogą bezprzewodową za pomocą fal. Skonstruował heterodynowy odbiornik radiowy. W roku 1906 nadał pierwszą audycję radiową w Stanach Zjednoczonych.
Prowadził badania naukowe i wykorzystywane w przemyśle.